# Hiro Shimono
Hiro Shimono (下野 紘?, Shimono Hiro; Tokyo, 21 aprile 1980) è un doppiatore giapponese e lavora per l'agenzia I'm Enterprise.

## Doppiaggio

### Serie TV anime
1999
- One Piece (Kozuki Momonosuke (adulto))

2000
- Daa! Daa! Daa! (Santa Kurosu)

2002
- RahXephon (Ayato Kamina, debut role)

2003
- Bobobo-bo Bo-bobo (Shibito)
- Kaleido Star (Ken Robbins)

2004
- Bōkyaku no senritsu (Eran Vitāru)
- Keroro (Mangaka Egg, New Mangaka, Masayoshi Yoshiokadaira)
- Uta-Kata (Rin)

2005
- Cluster Edge (Agate Flourite)
- Fushigi Boshi no Futago Hime (Bānā, Aurā)
- Hell Girl (Yuji Numata)
- Solty Rei (Yūto)

2006
- D.Gray-man (Shifu)

2007
- Ef: A tale of memories. (Hiro Hirono)
- Nagasarete Airantō (Ikuto Tōhōin)
- Ōkiku Furikabutte (Yūichirō Tajima)
- Sketchbook ~full color's~ (Daichi Negishi)
- Tokyo Majin Gakuen Kenpuchō: Tō (Tatsuma Hiyuu)

2008
- Ef: A tale of melodies. (Hiro Hirono)
- Inazuma Eleven (Shinichi Handa, Fideo Ardena)
- Kannagi (Jin Mikuriya)
- Soul Eater (Hiro)
- Special A (Tadashi Karino)

2009
- Asura Cryin' (Takuma Higuchi)
- Basquash! (Dan JD)
- Fairy Tail (Sho)

2010
- Baka to test to shōkanjū (Akihisa Yoshii)
- Mitsudomoe (Yabe Satoshi)
- Nurarihyon no Mago (Kuromaru)
- SD Gundam Sangokuden Brave Battle Warriors (Rikuson Zetaplus)
- Tantei Opera Milky Holmes (Rat)
- Kami nomi zo shiru sekai (Keima Katsuragi)
- Yosuga no sora (Haruka Kasugano)
- Inazuma Eleven 3 (Paolo Bianchi)

2011
- Appleseed XIII (Yoshitsune)
- Baka to test to shōkanjū: Ni! (Akihisa Yoshii)
- Ben-Tō (Yō Satō)
- Dragon Crisis! (Ryūji Kisaragi)
- Oretachi ni Tsubasa wa Nai (Takashi Haneda)
- 30-sai no Hoken Taiiku (Hayao Imagawa)
- Sket Dance (Sasuke Tsubaki)
- Kami nomi zo shiru sekai II (Keima Katsuragi)
- Uta no Prince-sama - Maji Love 1000% (Syo Kurusu)

2012
- Aoi Sekai no Chūshin de (Tejirof)
- Binbō-gami ga! (Momoo Inugami)
- Dakara boku wa, H ga dekinai (Ryōsuke Kaga)
- Danball Senki(Hiro Oozora)
- Kuroko's Basket (Yūsuke Tanimura)[1]
- Sket Dance (Sasuke Tsubaki)
- Tamako Market (Mechya Mochimazzi)

2013
- Hataraku maō-sama! (Hanzō Urushihara/Lucifer)
- Battle Spirits Saikyō Ginga Ultimate Zero (Miroku)
- L'attacco dei giganti (Connie Springer)
- GJ-bu (Kyōya Shinomiya)
- Karneval (Nai)
- Kotoura-san (Daichi Muroto)
- Log Horizon (Soujirou)
- Senyū. (Alba)
- The Devil is a Part-Timer! (Hanzō Urushihara/Lucifer)[2]
- Kami nomi zo shiru sekai -Megami Hen- (Keima Katsuragi)
- Uta no Prince-sama - Maji Love 2000% (Syo Kurusu)
- Unbreakable Machine-Doll (Raishin Akabane)
- Tokyo Ravens (Tenma Momoe)

2014
- Toaru Hikūshi e no Koiuta (Noriaki Katsuwabara)
- Z/X Ignition (Asuka Tennōji)

2016
- Berserk (Isidoro)
- Norn9 (Senri Ichinose)

2017
- Boku no Hero Academia Season 2 (Dabi)

2018
- Boku no Hero Academia Season 3 (Dabi)

2019
- Boku no Hero Academia Season 4 (Dabi, Wash)
- Demon Slayer (Zenitsu Agatsuma)
- Isekai Cheat Magician (Kasim)

2020
- Peter Grill e i momenti filosofali (Peter Grill)
- Sleepy Princess in the Demon Castle (Eroe Akatsuki)[3]

2021
- Tokyo Revengers (Rindo Haitani)
- Black Clover (Nacht Faust)

2022
- Shikimori's Not Just a Cutie (Fuji Shikimori)
- RWBY: Ice Queendom (Jaune Arc)

2023
- Il mio matrimonio felice (Yoshito Godō)
- Undead Murder Farce (Fantasma dell'Opera)

2024
- Goldrake U (Koji Kabuto)
- Terminator Zero (Kenta Lee)

2026
- MAO (Hyakka)[4]

### OAV
- Baka to Test to Shōkanjū: Matsuri (Akihisa Yoshii)
- Corpse Party: Missing Footage (Satoshi Mochida)
- Corpse Party: Tortured Souls (Satoshi Mochida)
- Isekai no Seikishi Monogatari (Kenshi Masaki)
- Sex Pistols (Tsuburaya Norio)
- Memories Off 3.5: Omoide no Kanata he (Shōgo Kaga)
- Saint Seiya: The Lost Canvas (Alone/Hades)
- The World God Only Knows (Keima Katsuragi)
- Tsubasa TOKYO REVELATIONS (Subaru Sumeragi)

### ONA
- Scott Pilgrim - La serie (Scott Pilgrim)

### Film anime
- La fortuna di Nikuko (lucertola, geco)

- Cencoroll (Tetsu)
- RahXephon: Tagen Hensōkyoku (Ayato Kamina)

### Videogiochi
- 13 Sentinels: Aegis Rim (Juro Kurabe/Juro Izumi)
- Aquakids (Rei)
- Aria The Natural: Tooi Yume no Mirage (Protagonista)
- Atelier Lilie: Salburg's Alchemist 3 (Theo Mohnmeier)
- A.O.T.: Wings of Freedom (Connie Springer)
- Beast master & Prince (Lucia)
- Corpse Party: Blood Covered Repeated Fear (Satoshi Mochida)
- Corpse Party: Blood Drive (Satoshi Mochida)
- Corpse Party: Book of Shadows (Satoshi Mochida)
- Chaos Rings (Zhamo)
- Cherry Blossom (Satsuki Ouse)
- D→A: White (Tōya Shinjō)
- Danganronpa V3: Killing Harmony (Kokichi Ouma)
- Disgaea 2: Cursed Memories (Taro)
- Disgaea 2: Dark Hero Days (Almaz fon Almadine Adamant)
- Disgaea 3: Absence of Justice (Almaz fon Almadine Adamant)
- Disgaea 5: Alliance of Vengeance (Almaz fon Almadine Adamant)
- Disgaea RPG (Almaz fon Almadine Adamant)
- Dragon Quest Rivals (Yangus (bambino))
- Echoes of Mana (Sumo)
- Eternal Sonata (Allegretto)
- Eureka Seven: TR1: New Wave (Sumner Sturgeon)
- Fantasy Life i: La ragazza che ruba il tempo (Isaac, Grantz)
- Farmagia (Emero)
- Final Fantasy XIII (Orphan)
- Fire Emblem Heroes (Wolt)
- Fire Emblem: Engage (Alear (maschio)
- Genshin Impact (Lyney)
- Gloria Union (Ishut, Ashley)
- Granblue Fantasy (Cruz, Zenitsu Agatsuma)
- Hi-Fi Rush (Chai)
- I★Chuu (Eva Armstrong)
- Issho ni Gohan (Toriyama Yosuke)
- JoJo's Bizarre Adventure: All Star Battle (Secco)
- JoJo's Bizarre Adventure: Eyes of Heaven (Secco)
- Live A Live (Remake) (Yun Jou, Namkiat)
- Moujuutsukai to Oujisama (Lucia)
- Norn9 (Senri Ichinose)
- Phantom Brave (Ash)
- Phantom Brave: The Lost Hero (Ash, Gray)
- Project X Zone (Zephyr)
- Quartett! (Hans Crowbear)
- RahXephon: Sōkyū Gensōkyoku (Ayato Kamina)
- Resonance of Fate (Zephyr)
- Shadow Hearts 2 (Kurando Inugami)
- Shikigami no Shiro: Nanayozuki Gensōkyoku (Rei Kanan)
- Shin Megami Tensei IV: Apocalypse (Nanashi)
- Shōjo Yoshitsuneden (Benkei Musashibō)
- Super Robot Wars MX (Ayato Kamina)
- Super Smash Bros. Ultimate (Rex)
- Tales of Symphonia: Dawn of the New World (Emil Castagnier)
- Tales of the World: Radiant Mythology 3 (Emil Castagnier)
- Tales of the Rays (Emil Castagnier)
- Tales of Crestoria (Emil Castagnier)
- Tartaros (Soma)
- Teikoku Sensenki (Shu Hishin)
- The Great Ace Attorney: Adventures (Ryunosuke Naruhodo)
- The Great Ace Attorney 2: Resolve (Ryunosuke Naruhodo)
- The Last Story (Yurick)
- Uta no Prince-sama (Syo Kurusu)
- Uta no Prince-sama Repeat (Syo Kurusu)
- Uta no Prince-sama Sweet Serenade (Syo Kurusu)
- Wild Arms 5 (Dean Stark)
- Xenoblade Chronicles 2 (Rex)
- Xenoblade Chronicles 3 (Rex)
- Zack & Wiki: Il tesoro del pirata Barbaros  (Zack)

### Radio
- Voice Crew (Kaori Mizuhashi's 12th Century personality)

### CD drama
- Ai no Fukasa wa Hizakurai (Subaru Sakashita)
- Alice=Alice (King)
- Beauty Pop (Kei Minami)
- Bokura no Unsei: Seifuku to Anata (Sugiura)
- Chrome Shelled Regios (Layfon Wolfstein Alseif)
- Karneval (Nai)
- Maid-sama! (Shouichiro Yukimura)
- Saint Seiya Episode.G (Leo Aiolia)
- Shimekiri no Sono Mae ni!? (Tomohisa Tsutsugi)
- Shinsengumi Mokuhiroku Wasurenagusa Vol.4 (Toudou Heisuke)
- Teikoku Sensenki (Shu Hishin)
- Toriai Kyoudai (Gyoto Ashikawa)
- Tsuki ni Ookami (Tsukishiro)
- Waga Mama dakedo Itoshikute (Shūji Adachi)
- Heart Supplement Series ((Sunday) Hinata)
- Love Neko (Mimio)

### Ruoli di doppiaggio
- Chloe (Michael Stewart)
- The Dust Factory (Ryan Flynn)
- Hot Wheels AcceleRacers (Nolo Pasaro)